# Riberas
Riberas es una parroquia del concejo asturiano de Soto del Barco, en el Principado de Asturias (España). Ocupa una extensión de 11,48 km² y alberga una población de 385 habitantes.(INE 2011)
La parroquia presenta una orografía accidentada. Así, podemos distinguir entre núcleos como La Quintanona o Las Rabias, situados prácticamente al nivel del mar; o núcleos como Santa Eulalia o Truébano, situados a 300 metros sobre el nivel del mar.
Sobre Riberas escribió en 1806 Antonio Juan de Banzes y Valdés, originario de dicha parroquia -en aquellos años, jurisdicción de Pravia- en su obra Noticias históricas del Concejo de Pravia. En ella, abundan detalles sobre la población y sus costumbres.

## Poblaciones
Según el nomenclátor de 2009 la parroquia está formada por las poblaciones de:
- La Barrera (aldea): 9 habitantes.
- La Bernadal (aldea): 61 habitantes.
- La Imera (casería): 7 habitantes.
- La Carretera (aldea): 40 habitantes.
- Carrocero (casería): 15 habitantes.
- Cotollano (aldea): 28 habitantes.
- La Llamera (aldea): 28 habitantes.
- Monterrey (aldea): 60 habitantes.
- La Quintanona (aldea): 12 habitantes.
- Las Rabias (aldea): 7 habitantes.
- Riberas (aldea): 77 habitantes.
- Santa Eulalia (lugar): 8 habitantes.
- Truébano (lugar): 6 habitantes.
- Ucedo (lugar): 17 habitantes.
- La Uz (casería): 1 habitante.
- Veneros (aldea): 26 habitantes.